# Nikodem Bętkowski
Nikodem Felicjan Bętkowski (czasem Będkowski), herbu Prawdzic (ur. 27 września 1812 w Lisiej Górze koło Tarnowa, zm. 19 października 1864 w Wieliczce) – lekarz, działacz tajnych stowarzyszeń niepodległościowych, polityk demokratyczny, poseł na Sejm Ustawodawczy w Kromieryżu, do Sejmu Krajowego Galicji i austriackiej Rady Państwa.

## Życiorys
Ukończył szkołę powszechną i gimnazjum w Bochni. Następnie studiował filozofię i medycynę we Lwowie. Podczas studiów należał do tajnych organizacji „Młoda Farmacja” i Stowarzyszenia Polskiej Demokracji. W związku z tym prowadzono wobec niego dochodzenia i był kilkakrotnie więziony. Następnie przeniósł się do Wiednia gdzie kontynuował studia medyczne i działał wśród tamtejszych polskich studentów. Zorganizował wśród nich Związek Pamiątkowo-Narodowy. W 1841 uzyskał tytuł doktora nauk medycznych na podstawie rozprawy Historia medicinae in inclytis Poloniae terris ab antiquissimis temporibus usque ad a. 1622. Po studiach powrócił do Galicji, gdzie pracował jako lekarz w Bochni (1841–1846), a następnie od 1846 jako lekarz sądowy w Wieliczce.
Aktywny podczas Wiosny Ludów, od kwietnia 1848 członek Komitetu Narodowego Krakowskiego i jego Dyrektoriatu, w którym odpowiadał za sprawy oświecenia i wyznań religijnych. Poseł na Sejm Ustawodawczy w Wiedniu i Kromieryżu (10 lipca 1848 – 7 marca 1849), wybrany w okręgu wyborczym Wieliczka. W parlamencie należał do „Stowarzyszenia” skupiającego demokratycznych posłów polskich. W latach 1849–1852 przebywał w więzieniu w związku z toczącą się przeciw niemu sprawą o zdradę stanu. W tym czasie napisał podręcznik anatomii patologicznej, którego część pierwszą opublikował w 1852, a część drugą w 1854. Był także autorem korespondencji do czasopism medycznych w Warszawie i Wiedniu.
Od 1861 działacz Polskiego Stronnictwa Demokratycznego. Był posłem  Sejmu Krajowego Galicji I kadencji (15 kwietnia 1861 – 19 października 1864) wybranym z IV kurii (gmin wiejskich) z okręgu wyborczego nr 53 Wieliczka-Podgórze-Dobczyce. Po śmierci Bętkowskiego w 1864 roku, na jego miejsce 30 listopada 1865 r. wybrano Marcina Dziewońskiego. Z ramienia Sejmu Krajowego był także posłem do austriackiej Rady Państwa I kadencji (11 maja 1861 – 19 października 1864). W parlamencie austriackim należał do frakcji posłów demokratycznych Koła Polskiego w Wiedniu.

### Prace Nikodema Bętkowskiego
- Historia medicinae in inclytis Poloniae terris ab antiquissimis temporibus usque ad a. 1622, Wien 1841
- Anatomia (Patologiczna), Część ogólna, Kraków 1852; Część szczególna, Kraków 1853.
- Uwagi niektóre nad terapią gruźlicy mianowicie przeciągłej, Warszawa 1859.
- Flüchtige medizinische Skizzen aus Galizien, Wien 1862.

## Rodzina
Był synem Jana Bentkowskiego i Franciszki z Baranowskich. Ożenił się 8 listopada 1846 w Bieżanowie z Anną z Wiśniowskich.